# 雙點波魚
雙點波魚（学名：Rasbora elegans）為輻鰭魚綱鯉形目鯉科的其中一個種。

## 分布
本魚分布於馬來西亞、新加坡及印尼蘇門答臘、婆羅洲的溪流。

## 特徵
本魚身體由背面的淺棕綠色至側腹部，逐漸褪成銀白色。在側照光下，能看到紫色光澤。魚體上有兩塊藍黑色斑紋，一塊明顯呈現正方形，位於背鰭下方；另一塊在尾柄末端，沿著腹鰭的基部還有一塊黑斑，眼大。體長可達20公分。

## 生態
本魚棲息森林的溪流中，屬雜食性，性情溫和，喜歡群游。

## 經濟利用
為觀賞性魚類，因為個頭大、活躍，飼養時需要水草茂密，有足夠游動空間的水族箱。